# Cassie Bérard
Cassie Bérard, née en 1987, est une romancière québécoise et professeure au département d'études littéraires à l'Université du Québec à Montréal,.

## Biographie
Cassie Bérard a grandi à Donnacona, dans la région de la Capitale-Nationale. Elle détient une maîtrise et un doctorat de l'Université Laval.
Elle est professeure au département d'études littéraires à l'Université du Québec à Montréal et chercheure à Figura, le Centre de recherche sur le texte et l’imaginaire. Ses recherches portent « sur les artifices de la fiction, plus particulièrement les narrations problématiques, et l’expérience du soupçon qu’ils entretiennent ». Elle a également fondé l’espace de création Quartier F et co-créé l’oeuvre numérique Projet F.
Bérard a publié son premier roman, D'autres fantômes, en 2014 aux Éditions Druide, pour lequel elle cite comme influences Romain Gary, Michel Butor et le Nouveau Roman. Son second roman, Qu’il est bon de se noyer, parait en 2016 chez le même éditeur. Il relate l'histoire de mystérieuses noyades d'enfants dans la ville d'Asbestos.
Ses deux autres romans, La valeur de l'inconnue et L'équilibre paraissent respectivement en 2019 et 2021 chez La Mèche. Dans le roman psychologique La valeur de l'inconnue: « Une mathématicienne, un psychanalyste et un chercheur en littérature se livrent (...) à une expérience sur les mondes possibles, mais c’est aussi à une expérience sur les possibles d’une narration qui voyagent des deux côtés de la frontière du réel. » L'équilibre met quant à lui en scène une « utopie pénitentiaire » où les citoyens surveillent les détenus,.
Bérard a également publié en revue et dirigé des ouvrages collectifs, dont la collection d'essais-fictions Nous habitons l'inquiétude parue à L'instant même en 2019.

## Œuvres

### Romans
- D'autres fantômes, Montréal, Éditions Druide, 2014, 421 p.  (ISBN 9782897110901)
- Qu’il est bon de se noyer, Montréal, Éditions Druide, 2016, 313 p.  (ISBN 9782897112776)
- La valeur de l'inconnue, Montréal, La Mèche, 2019, 251 p.  (ISBN 9782897070908)
- L'équilibre, Montréal, La Mèche, 2021, 276 p. (ISBN 9782897071592)
- Congé, Montréal, La Mèche, 2024, 132 p. (ISBN 9782897072001)

### Essai fiction
- Nous habitons l'inquiétude, sous la direction de Cassie Bérard, Longueuil, L'instant même, 2019, 133 p.  (ISBN 9782895024262)

### Ouvrages collectifs
- Benoit Doyon-Gosselin, David Bélanger et Cassie Bérard, Les institutions littéraires de la Franco-Amérique, Québec, Presses de l’Université Laval, 2014, 378 p.  (ISBN 9782763719597)
- Il n'y a que les fous, sous la direction de Cassie Bérard, Québec, L'instant même, 2015, 149 p.  (ISBN 9782895023661)
- Cassie Bérard, Benoit Doyon-Gosselin et Daniel Bélanger, Portrait de l’artiste en intellectuel : enjeux, dangers, questionnements. Montréal, Éditions Nota bene, 2015, 320 p.  (ISBN 9782895185079)
- Cassie Bérard, Ludovic Champagne, Alexandre Côté-Perras, Rosy L. Daneault, Le cas : quel domaine judiciaire pour la littérature?, Longueuil, L'instant même, 2021, 209 p.  (ISBN 9782895024514)